# Trung du và miền núi phía Bắc

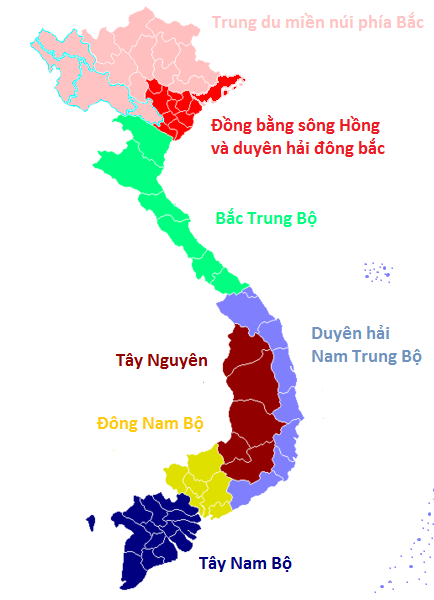
Vùng trung du miền núi phía Bắc trên bản đồ Việt Nam (màu hồng nhạt)

Vùng trung du miền núi phía bắc, trước năm 1954 còn gọi là Trung du và thượng du, là khu vực sơn địa và bán sơn địa ở miền Bắc Việt Nam.
Xét về mặt hành chính, vùng này bao gồm 12 tỉnh Bắc là Cao Bằng, Lào Cai, Lạng Sơn, Tuyên Quang, Thái Nguyên, Phú Thọ, Bắc Giang, Lai Châu, Điện Biên, Sơn La, Hòa Bình, Quảng Ninh cùng 21 xã, một xã phía Tây của hai tỉnh Thanh Hóa và Nghệ An.
Xét về mặt địa lý, vùng này bao gồm ba tiểu vùng là Tây Bắc Bộ và Đông Bắc Bộ và Tây Thanh Hóa, Tây Nghệ An.
Trung tâm vùng là phường Thái Nguyên; phường Việt Trì; phường Bắc Giang .Theo quy hoạch vùng công nghiệp của Chính phủ Việt Nam đến năm 2030, vùng trung du và miền núi phía bắc nằm trong vùng 1.
Tổng diện tích của các tỉnh thuộc vùng Trung du và miền núi phía bắc là 100.965 km², tổng dân số ngày 1/4/2019 là 13.853.190 người, mật độ đạt 137 người/km².

## Vị trí địa lý
Trung du và miền núi Bắc Bộ là vùng lãnh thổ ở phía Bắc, chiếm 30,7% diện tích và 14,4% dân số cả nước. Nơi đây có vị trí địa lý khá đặc biệt, lại có mạng lưới giao thông vận tải đang được đầu tư, nâng cấp, nên ngày càng thuận lợi cho việc giao lưu với các vùng khác trong nước và xây dựng nền kinh tế mở. Đây là vùng lãnh thổ có diện tích rộng nhất trong các vùng kinh tế, gồm 14 tỉnh.
Trung du và miền núi Bắc Bộ giáp với 2 tỉnh Quảng Tây và Vân Nam của Trung Quốc ở phía bắc, phía tây giáp Lào, phía nam và đông nam giáp Đồng bằng sông Hồng và Bắc Trung Bộ.
Việc phát triển mạng lưới giao thông vận tải sẽ giúp cho việc thông thương trao đổi hàng hóa dễ dàng với các vùng Đồng bằng sông Hồng và Bắc trung Bộ, cũng như giúp cho việc phát triển nền kinh tế mở.
Trung du và miền núi Bắc Bộ có tài nguyên thiên nhiên đa dạng, có khả năng đa dạng hóa cơ cấu kinh tế, với thế mạnh về công nghiệp khai thác và chế biến khoáng sản, thủy điện, nền nông nghiệp nhiệt đới có cả những sản phẩm cận nhiệt và ôn đới, phát triển du lịch.
Trung du miền núi bắc bộ có một địa hình chia cắt mạnh chủ yếu là đồi núi tạo nhiều thuận lợi cho nghề khai thác thủy điện, gồm hai tiểu vùng: Đông Bắc và Tây Bắc.
Cải thiện đời sống của nhân dân, phát triển cơ sở hạ tầng, nước sạch, đẩy mạnh xóa đói giảm nghèo là những vấn đề đang được quan tâm trong các dự án phát triển kinh tế xã hội của trung du miền núi bắc bộ. Những việc đó đang là những thách thức hàng đầu trong việc cải tạo đời sống nhân dân nơi đây.

## Dân cư - xã hội
Trung du và miền núi Bắc Bộ là vùng thưa dân. Các dân tộc sinh sống chủ yếu là Thái, Mường, Dao, Mông,... ở Tây Bắc; Tày, Nùng, Dao, Mông,... ở Đông Bắc. Người Kinh cư trú ở hầu hết địa phương. Mật độ dân số ở miền núi là 50 – 100 người/km2. Vì vậy, có sự hạn chế về thị trường tại chỗ và về lao động, nhất là lao động lành nghề. Đây là vùng có nhiều dân tộc ít người có kinh nghiệm trong lao động sản xuất và chinh phục tự nhiên. Tuy nhiên, tình trạng lạc hậu, nạn du canh du cư,... vẫn còn ở một số tộc người.
Tỉnh có dân số đông nhất vùng là tỉnh Bắc Giang với khoảng gần 2 triệu người.

## Khoáng sản, thủy điện, trồng trọt và chăn nuôi

### Khoáng sản
Trung du và miền núi Bắc Bộ là vùng giàu tài nguyên khoáng sản. Các khoáng sản chính là than, sắt, thiếc, chì – kẽm, đồng, apatit, pyrit, đá vôi và sét làm xi măng, gạch ngói, gạch chịu lửa ... Tuy nhiên, việc khai thác đa số các mỏ đòi hỏi phải có phương tiện hiện đại và chi phí cao.
- Chromi: Cổ Định (Tây Thanh Hóa)
- Đồng – nickel: Sơn La
- Đất hiếm: Lai Châu
- Sắt, đá quý: Yên Bái
- Thiếc, nickel và bôxit: Cao Bằng, Tây Nghệ An
- Than đá: Lạng Sơn, Thái Nguyên
- Kẽm – chì: Chợ Đồn (Bắc Kạn)
- Đồng - vàng: Lào Cai
- Thiếc: Tĩnh Túc (Cao Bằng), Tuyên Quang
- Apatit: Lào Cai
- Sắt: Thái Nguyên
- Nước khoáng: Kim Bôi (Hòa Bình), Phong Thổ, Tuần Giáo (Lai Châu), Mường La, Bắc Yên, Phù Yên, Sông Mã (Sơn La).
- Ruby: Quỳ Châu (Nghệ An)

Tây bắc có một số mỏ khá lớn như mỏ quặng đồng – nickel (Sơn La), đất hiếm (Lai Châu). Ở đông bắc có nhiều mỏ kim loại, đáng kể hơn là mỏ sắt (Yên Bái), thiếc và bôxit (Cao Bằng), Kẽm – chì (Chợ Điền - Bắc Kạn), đồng – vàng (Lào Cai), thiếc ở Tĩnh Túc (Cao Bằng). Mỗi năm vùng sản xuất khoản 1.000 tấn thiếc.
Các khoáng sản phi kim loại đáng kể có apatit (Lào Cai). Mỗi năm khai thác khoảng 600 nghìn tấn quặng để sản xuất phân lân.

### Thủy điện
Các sông suối có trữ năng thủy điện khá lớn. Hệ thống sông Hồng(11 triệu kW) chiếm 37% trữ năng thủy điện của cả nước. Riêng sông Đà chiếm gần 6 triệu kW. Nguồn thủy năng lớn này đã và đang được khai thác. Nhà máy thủy điện Thác Bà trên sông Chảy (110 MW). Nhà máy thủy điện Hòa Bình trên sông Đà (1.920 MW). Hiện nay, đang triển khai xây dựng nhà máy thủy điện Sơn La trên sông Đà (2.400 MW), thủy điện Tuyên Quang trên sông Gâm (342 MW). Nhiều nhà máy thủy điện nhỏ đang được xây dựng trên các phụ lưu của các sông. Việc phát triển thủy điện sẽ tạo ra động lực mới cho sự phát triển của vùng, nhất là việc khai thác và chế biến khoáng sản trên cơ sở nguồn điện rẻ và dồi dào. Nhưng với những công trình kỹ thuật lớn như thế, cần chú ý đến những thay đổi không nhỏ của môi trường.
Trong vùng có nhà máy nhiệt điện Cao Ngạn (Thái Nguyên) 116 MW, Na Dương (Lạng Sơn) 110 MW, nhà máy nhiệt điện Sơn Động (Bắc Giang).
Vùng trung du và miền núi Tây Thanh Hóa, Tây Nghệ An có tiềm năng thủy điện nhỏ và vừa trên các dòng chính và phụ lưu của hệ thống sông Mã, sông Lam. Nhà máy thủy điện Trung Sơn trên sông Mã ở Quan Hóa có công suất lên tới 260 MW. Năm huyện miền núi cao phía Tây Nghệ An đang có tới 32 dự án thủy điện với tổng công suất 1.360,95 MW trong đó 21 dự án đã đi vào hoạt động với tổng công suất 930,9 MW. Thủy điện Bản Vẽ ở thượng nguồn phụ lưu Nậm Nơn của sông Lam tại huyện Tương Dương có công suất 320 MW.

### Trồng trọt
Trồng và chế biến cây công nghiệp, cây dược liệu, rau quả cận nhiệt và ôn đới.
Trung du và miền núi Bắc Bộ có phần lớn diện tích là đất feralit trên đá phiến, đá vôi và các đá mẹ khác, ngoài ra còn có đất phù sa cổ (ở trung du). Đất phù sa có ở dọc các thung lũng sông và các cánh đồng giữa núi như Than Uyên, Nghĩa Lộ, Điện Biên, Trùng Khánh...
Khí hậu của vùng mang đặc điểm nhiệt đới ẩm gió mùa, có mùa đông lạnh, lại chịu ảnh hưởng sâu sắc của địa hình vùng núi. Đông Bắc địa hình tuy không cao, nhưng lại là nơi chịu ảnh hưởng mạnh nhất của gió mùa đông bắc, là khu vực có mùa đông lạnh nhất nước ta. Tây Bắc tuy chịu ảnh hưởng của gió mùa đông bắc yếu hơn, nhưng do nền địa hình cao nên mùa đông cũng vẫn lạnh. Bởi vậy, Trung du và miền núi Bắc Bộ có thế mạnh đặc biệt để phát triển cây công nghiệp có nguồn gốc cận nhiệt và ôn đới. Đây chính là vùng chè lớn nhất cả nước, với các loại chè nổi tiếng ở Phú Thọ, Thái Nguyên, Yên Bái, Hà Giang, Sơn La.
Ở các vùng núi giáp biên giới của Cao Bằng, Lạng Sơn cũng như trên vùng núi cao Hoàng Liên Sơn, điều kiện khí hậu rất thuận lợi cho việc trồng các cây thuốc quý (tam thất, đương quy, đỗ trọng, hồi, thảo quả...), các cây ăn quả như mận hậu, đào, lê. Ở Sa Pa có thể trồng rau ôn đới, cây công nghiệp, cây đặc sản và cây ăn quả của Trung du và miền núi Bắc Bộ còn rất lớn. Nhưng gặp khó khăn là hiện tượng rét đậm, rét hại, sương muối và tình trạng thiếu nước về mùa đông. Mạng lưới các cơ sở công nghiệp chế biến nông sản (nguyên liệu cây công nghiệp) chưa tương xứng với thế mạnh của vùng.
Việc đẩy mạnh sản xuất cây công nghiệp và cây đặc sản cho phép phát triển nền nông nghiệp hàng hóa có hiệu quả cao và có tác dụng hạn chế nạn du canh, du cư trong vùng.

### Chăn nuôi
Trung du và miền núi Bắc Bộ có nhiều đồng cỏ, chủ yếu trên các cao nguyên có độ cao 600 – 700 m. Các đồng cỏ tuy không lớn, nhưng ở đây có thể phát triển chăn nuôi trâu, bò (lấy thịt và lấy sữa), ngựa, dê. Bò sữa được nuôi tập trung ở cao nguyên Mộc Châu (Sơn La). Trâu, bò thịt được nuôi rộng rãi, nhất là trâu. Trâu khỏe hơn, ưa ẩm, chịu rét giỏi hơn bò, dễ thích nghi với điều kiện chăn thả trong rừng. Đàn trâu có 1,87 triệu con, chiếm 74,6%  đàn trâu cả nước. Đàn bò có 1,6 triệu con, chiếm khoảng 20% đàn bò cả nước (năm 2014)
Hiện nay, những khó khăn trong công tác vận chuyển các sản phẩm chăn nuôi tới vùng tiêu thụ (đồng bằng và đô thị) đã hạn chế việc phát triển chăn nuôi gia súc lớn của vùng. Thêm vào đó, các đồng cỏ cũng cần được cải tạo, nâng cao năng suất.
Do giải quyết tốt hơn lương thực ở người, nên hoa màu lương thực dành nhiều hơn cho chăn nuôi đã giúp tăng nhanh đàn lợn trong vùng; tổng đàn lợn đạt khoảng 7 triệu con, chiếm 26% đàn lợn cả nước (năm 2014).

## Hành chính
| Stt | Tỉnh        | Thủ phủ       | Thành phố | Thị xã | Huyện | Diện tích (km²) | Dân số (người) | Mật độ (km²) | Biển số xe | Mã vùng ĐT |
| --- | ----------- | ------------- | --------- | ------ | ----- | --------------- | -------------- | ------------ | ---------- | ---------- |
| 1   | Hòa Bình    | Hòa Bình      | 1         |        | 9     | 4.590,3         | 875.380        | 191          | 28         | 218        |
| 2   | Sơn La      | Sơn La        | 1         | 1      | 10    | 14.109,83       | 1.300.130      | 92           | 26         | 212        |
| 3   | Điện Biên   | Điện Biên Phủ | 1         | 1      | 8     | 9.539,93        | 635.920        | 67           | 27         | 215        |
| 4   | Lai Châu    | Lai Châu      | 1         |        | 7     | 9.068,73        | 482.100        | 53           | 25         | 213        |
| 5   | Lào Cai     | Lào Cai       | 1         | 1      | 7     | 6.364,25        | 770.590        | 121          | 24         | 214        |
| 6   | Yên Bái     | Yên Bái       | 1         | 1      | 7     | 6.892,67        | 847.250        | 123          | 21         | 216        |
| 7   | Phú Thọ     | Việt Trì      | 1         | 1      | 11    | 3.534,56        | 1.516.920      | 429          | 19         | 210        |
| 8   | Hà Giang    | Hà Giang      | 1         |        | 10    | 7.927,55        | 892.720        | 113          | 23         | 219        |
| 9   | Tuyên Quang | Tuyên Quang   | 1         |        | 6     | 5.867,95        | 805.780        | 137          | 22         | 207        |
| 10  | Cao Bằng    | Cao Bằng      | 1         |        | 9     | 6.700,39        | 543.050        | 81           | 11         | 206        |
| 11  | Bắc Kạn     | Bắc Kạn       | 1         |        | 7     | 4.859,96        | 324.350        | 67           | 97         | 209        |
| 12  | Thái Nguyên | Thái Nguyên   | 3         |        | 6     | 3.521,97        | 1.335.990      | 379          | 20         | 208        |
| 13  | Lạng Sơn    | Lạng Sơn      | 1         |        | 10    | 8.310,18        | 802.090        | 97           | 12         | 205        |
| 14  | Bắc Giang   | Bắc Giang     | 1         | 2      | 7     | 3.895,89        | 1.922.740      | 485          | 98         | 204        |
|     | Toàn vùng   |               | 16        | 5      | 116   | 95.184,16       | 13.023.200     | 137          |            |            |

## Đô thị
Hiện nay, hầu hết các đô thị vốn trước đây là thị xã tỉnh lỵ của một tỉnh ở vùng trung du và miền núi phía Bắc đều đã trở thành các thành phố trực thuộc tỉnh. Trong đó, tỉnh Thái Nguyên có ba thành phố là Thái Nguyên, Sông Công và Phổ Yên.
Trong suốt thời kỳ từ đầu năm 1945 cho đến năm 2002, toàn vùng trung du và miền núi phía Bắc chỉ có hai thành phố là Thái Nguyên và Việt Trì. Từ năm 2002 đến nay, lần lượt các thị xã được nâng cấp trở thành các thành phố trực thuộc tỉnh.
Các thành phố lập trước năm 2002
- Thành phố Việt Trì: lập ngày 04 tháng 6 năm 1962 theo Quyết định của Hội đồng Chính phủ
- Thành phố Thái Nguyên: lập ngày 19 tháng 10 năm 1962 theo Quyết định của Hội đồng Chính phủ

Các thành phố lập từ năm 2002 đến nay:
- Thành phố Yên Bái: lập ngày 11 tháng 1 năm 2002 theo Nghị định số 05/2002/NĐ-CP[5]
- Thành phố Lạng Sơn: lập ngày 17 tháng 10 năm 2002 theo Nghị định số 82/2005/NĐ-CP[6]
- Thành phố Điện Biên Phủ: lập ngày 26 tháng 9 năm 2003 theo Nghị định số 110/2003/NĐ-CP[7]
- Thành phố Lào Cai: lập ngày 30 tháng 11 năm 2004 theo Nghị định số 195/2004/NĐ-CP[8]
- Thành phố Bắc Giang: lập ngày 07 tháng 6 năm 2005 theo Nghị định số 75/2005/NĐ-CP[9]
- Thành phố Hòa Bình: lập ngày 27 tháng 10 năm 2006 theo Nghị định số 126/2006/NĐ-CP[10]
- Thành phố Sơn La: lập ngày 03 tháng 9 năm 2008 theo Nghị định số 98/NĐ-CP[11]
- Thành phố Tuyên Quang: lập ngày 02 tháng 7 năm 2010 theo Nghị định số 27/NQ-CP[12]
- Thành phố Hà Giang: lập ngày 27 tháng 9 năm 2010 theo Nghị định số 35/NQ-CP[13]
- Thành phố Cao Bằng: lập ngày 25 tháng 9 năm 2012 theo Nghị định số 60/NQ-CP[14]
- Thành phố Lai Châu: lập ngày 27 tháng 12 năm 2013 theo nghị quyết số 131/NQ-CP[15]
- Thành phố Bắc Kạn: lập ngày 11 tháng 3 năm 2015 theo nghị quyết số 892/NQ-UBTVQH13[16]
- Thành phố Sông Công: lập ngày 15 tháng 5 năm 2015 theo nghị quyết số 932/NQ-UBTVQH13[17]
- Thành phố Phổ Yên: lập ngày 15 tháng 2 năm 2022 theo nghị quyết số 469/NQ-UBTVQH15[18]

Tính đến ngày 1 tháng 1 năm 2025, vùng Trung du và miền núi phía Bắc có:
- 2 thành phố là đô thị loại I trực thuộc tỉnh: Thái Nguyên, Việt Trì
- 7 thành phố là đô thị loại II trực thuộc tỉnh: Lào Cai, Bắc Giang, Lạng Sơn, Sơn La, Tuyên Quang, Yên Bái, Sông Công
- 8 đô thị loại III gồm 7 thành phố thuộc tỉnh: Điện Biên Phủ, Hòa Bình, Hà Giang, Cao Bằng, Lai Châu, Bắc Kạn, Phổ Yên cùng thị xã Phú Thọ
- 13 đô thị loại IV gồm 5 thị xã: Mường Lay, Nghĩa Lộ, Sa Pa, Việt Yên, Chũ, huyện Hiệp Hòa và 7 thị trấn: Đồi Ngô, Việt Quang, Lương Sơn, Đồng Đăng, Hát Lót, Mộc Châu, Hùng Sơn.